# Alicia Asconeguy
Alicia Asconeguy Avegno (Montevideo, 19 de noviembre de 1949 - Montevideo, 22 de junio de 2020) fue una pintora y artista visual uruguaya.

## Biografía
Se recibió en 1975 de profesora de Comunicación Visual en el Instituto de Profesores Artigas (IPA). También cursó estudios en el Instituto Escuela Nacional de Bellas Artes (actual Escuela Nacional de Bellas Artes). Estudió con Francisco Musetti, Fernando García Esteban y Miguel Ángel Battegazzore.
Se desempeñó como docente del IPA, Educación Secundaria, Consejo de Formación en Educación y Escuela Universitaria Centro de Diseño de Facultad de Arquitectura de la Universidad de la República, dando clases de Teoría del Color, Historia del Arte, Comunicación Visual y Heurística.
Su obra se caracterizó por el uso del color y el collage. La mayor parte de su trabajo fue en óleo sobre tela con predominio figurativo. También experimentó con otras técnicas: acuarelas, acrílicos, batik, grabado y pastel. 
En la década de 1970 integró el Club de Grabado de Montevideo y trabajó la técnica del batik y grabado. En los ochenta centró sus composiciones a partir de la representación de las cebras, de la cultura cinematográfica y el arte pop, además de explorar los desnudos femeninos y retratos de particulares. Estos se extendieron durante los noventa. En la muestra Identidades (noviembre de 1991), desarrollada en la antigua Sala de Exposiciones de la Presidencia de la República, Edificio Libertad, expuso una serie de retratos donde se incluía uno realizado al presidente uruguayo de ese momento: Luis Alberto Lacalle. A mediados de esta década su arte estuvo centrado en bodegones y naturalezas muertas con un toque de contemporaneidad. De 2000 en adelante exploró pintando News Cafés, paisajes y abstractos con espátula y piceles.  
En 2013 el crítico de arte Nelson Di Maggio definía a Asconeguy en su libro Artes visuales en Uruguay: diccionario crítico (2013), como una artista que:

Hizo de la figuración elemento fundamental de su expresión ya sea en el collage que frecuentó con especial felicidad en instalaciones con referentes extraídos de revistas femeninas o en retratos (Identidades) que procuró enmarcar a sus modelos en el entorno cotidiano afectivo, acentuando las cualidades sensoriales de figuras y objetos, texturas y brillos con el recurso que le permite el empleo del óleo, de más lenta y gozosa elaboración que el acrílico. Emparentada con el pop art, con más profundidad conceptual, en cuadros de 1986-87, utilizó el espejo como recurso visual para problematizar realidad y representación, en actitud crítica acerca de mujeres famosas y la explotación mediática.

Ángel Kalenberg, exdirector del Museo Nacional de Artes Visuales, escribía en la década del 80 sobre la artista: «Asconeguy no deforma; apenas cambia de escala: amplía. Su paleta es entonada (acorde a los correlatos que menta), y quizá por ello sus imágenes resultan verosímiles a un público habituado a consumir medios de masas, cultura de masas. Empero, (y tal como aconteció con los artistas pop), como el de Warhol, el arte de Asconeguy es pop, aunque no popular».
Recibió el Premio Embajada de España (III Concurso Nacional de Artes Gráficas, 1976), el Premio Kuber en el Primer Salón de Arte Joven (Asociación Cristiana de Jóvenes, 1980), el Primer premio en Concurso de Dibujo y Pintura de la Comunidad Israelita del Uruguay (1986), el Premio Bienarte 1, Alianza Cultural Uruguay Estados Unidos (1986) y una Mención Especial en 34º Salón Municipal de Expresión Plástica (Intendencia Municipal de Montevideo, 1986). Fue nominada al Premio Alzate Avedaño (Colombia, 1983) y seleccionada para el Premio Cristóbal Colón de Pintura (Madrid, 1984).
Publicó ilustraciones en la Revista Relaciones y colaboró como crítica de arte en el periódico La Diaria.
Tuvo tres hijos: Juliana, Lucas y Genoveva Malcuori Asconeguy.

## Exposiciones (extracto)

### Muestras individuales
- 1981 Atelier Ideal, Montevideo, Uruguay
- 1982 Alicia Asconeguy Galería del Portal, Montevideo, Uruguay
- 1985 Galería Fabjbasaglia, Bolonia, Italia
- 1989 Instalación: Has recorrido un largo camino, muchacha, Cabildo de Montevideo, Uruguay
- 1991 Identidades, ex Sala de Exposiciones de la Presidencia de la República, Edificio Libertad, Montevideo, Uruguay
- 2000 Asconeguy expone pinturas recientes, Centro Cultural de La Paloma, Rocha, Uruguay
- 2008 Secreto y paraíso en Casa de la Cultura de Lavalleja, Uruguay

### Muestras colectivas
- 1977 V Concurso Nacional de Artes Gráficas, Club de Grabado de Montevideo, Uruguay
- 1983 Premio Cristóbal Colón de Pintura de la Unión de Ciudades Capitales Iberoamericanas, Madrid, España
- 1983 Salón para jóvenes, Bogotá, Colombia
- 1984 Instituto Italiano de Cultura, Montevideo, Uruguay
- 1985 Feria Internacional de Arte-Arco 85, Madrid
- 1985 XXXIII. Salón Municipal de Montevideo, Uruguay
- 1986 V. Bienal Iberoamericana de Arte del Instituto Cultural Domecq de México
- 1991 Flashbacks en el Museo de la Imagen y el Sonido, San Pablo, Brasil
- 2001 Taller Asconeguy en Nuestra Congregación Israelita de Montevideo, Uruguay